# Ръката, която люлее люлката
„Ръката, която люлее люлката“ е американски психологически трилър от 1992 г., режисиран от Къртис Хансън, с участието на Анабела Шиора и Ребека Де Морни. Историята следва отмъстителна, психопатична бавачка, която иска да унищожи наивна жена и да открадне семейството ѝ.
 Внимание:  Текстът по-долу разкрива сюжета на произведението (или части от него)!
Бременната с второ дете Клер отива на гинекологичен преглед при д-р Мот, който вместо преглед и упражнява сексуален тормоз. След случката, Клер и съпругът и Майкъл подават оплакване; вследствие на това докторът е намерен мъртъв, а бременната му жена Пейтър прави спонтанен аборт. След 6 месеца Клер вече е родила, а Пейтън идва и предлага услугите си на бавачка. Започва да се държи като майка с децата им, кърми бебето, а то отхвърля родната си майка. В къщата им има слабоумен негър – Соломон, който вижда сцената, но Пейтън го натопява и той е изгонен. Бившата любов и семейна приятелка Марлийн разбира коя е Пейтън и се опитва да я разобличи, но преди да успее да каже каквото и да е, бива убита в капан, предназначен за Клер – в парника стъклата се чупят и падат върху нея; отделно, Пейтън унищожава инхалаторите на Клер и за малко не умира от задушаване. На финала, всички са разбрали, че Пейтън е вдовицата на д-р Мот, дошла на търси отмъщение; гонят я, но тя се връща и се опитва да ги убие. Иска да вземе и децата, към които се е привързала и да ги гледа като тяхна майка. При една от схватките с Клер, Пейтън пада през прозореца и умира, а всички разбират, че Соломон е бил невинен.